# 黒い花びら
- 1959年に発表された水原弘のシングル。本項を参照。
- 1960年に公開された映画。上記水原弘のシングルが元になっている。本項を参照。
- 村松友視によって書かれた書。水原弘の生涯を追った内容になっている。2001年発表。

「黒い花びら」（くろいはなびら）は、水原弘のシングル。1959年7月に東京芝浦電気（現・東芝）の音楽事業部、東芝レコードから発売された。

## 解説
水原弘のデビューシングルにして代表曲のひとつであり、また第1回日本レコード大賞の受賞作品としても知られる。作詞は永六輔、作曲は中村八大による。
ポール・アンカの「君は我が運命」をヒントに作曲された。
それまで洋楽を手がけてきた東芝レコード（現・ユニバーサル ミュージック合同会社）が手がけた邦楽レコードの第一号でもあった。
この曲で水原弘は1959年から始まった第1回日本レコード大賞を受賞した。また水原弘はこの曲で1959年の第10回NHK紅白歌合戦にも出場した。
間奏部分のサクソフォーンを演奏しているのは西村昭夫である。曲が大ヒットした事もあって、この曲をモチーフに映画化もされ、同名の映画が東宝から1960年に公開された。主演は水原弘である。
レコードB面は、東宝映画『青春を賭けろ』の主題歌である。『黒い花びら』もこの『青春を賭けろ』の挿入歌であった（レコードでの表記は主題歌となっている）。
この曲にはシングルで発売されたバージョンの他にも昭和40年代に入りステレオ録音で収録されたバージョンが存在する。イントロが男性によるバックコーラスのものがシングル版であり、バックコーラスではなくストリングスの音が聞こえる方が新録音版である。ベストアルバムに収録されているものは特に記述などはないため、再生するまでどちらが入っているかは判別できない。また青春歌年鑑シリーズにおいては複数で重複されて収録されているが、青春歌年鑑'60では新録音版が、青春歌年鑑戦後編4ではシングル版と異なるバージョンで収録されている。

### 経緯
本曲は、永と中村の最初期の共作の1作である。1959年6月、新作のロカビリー映画『青春を賭けろ』のためのオリジナル楽曲を必要としていた東宝は、渡辺晋を経由して売り込みに来ていた中村に、「明日までにロカビリーを10曲仕上げてくる」というとんでもないオーディションの課題を突き付けられる。中村が困り果てていると、放送作家として面識があった永と往来でばったり出会った。永はそれまで作詞の経験はなかったが、中村は永の了解をとるとそのまま自分のマンションに連れ込み、オーケストラ用の記譜担当者3名を待機させて徹夜で10曲作り上げた。10曲の中には本作のほかに、B面の『青春を賭けろ』や、ずっと後世になって再評価されることになる『黄昏のビギン』などがあった。
歌唱歌手をオーディションで選考し、キャバレーの流しで人気が急騰していた水原が当選する。当時新人歌手の楽曲は先輩歌手のB面に場を借りるのが一般的で、水原のデビュー曲は『ネリカン・ブルース』（山下敬二郎）のB面として発売されるはずであった。ところが、山下のA面曲の歌詞が公序良俗に反すると問題視され、レコード製作基準管理委員会から発売禁止の処分を受けてしまい、水原のデビューもあおりを受けてボツになってしまった。
しかし程なく中村は、長田幸治（ビクターのディレクター）から「没にするのは惜しい。フランク永井なら10万枚は行く」というコメントを得、勇んで東芝の責任者と直談判をした。説得が実り、黒い花びらをA面、青春を賭けろをB面にした上で発売された。当時水原は無名の新人で、しかも自粛騒動で映画とのタイアップの時期を逃したことから東芝サイドもヒットを想定せず、初盤プレスはわずか2000枚程度であった。ところが楽曲は周囲の予想に反してヒットを記録、増産を重ねる。
同年末、第1回日本レコード大賞の審査にノミネートされる。同賞の趣旨は、音楽のジャンルの垣根を超えた”日本人の手による本当の日本の音楽を作り出すこと”を目標に掲げていた。服部良一は後年、「『黒い花びら』のような曲に大賞をとってもらいたかった」と漏らしており、審査員の間では、単なる王道の流行歌ではなく、『黒い花びら』に将来を見据えた音楽性を見出していたことがわかる。当初のノミネート基準は日本作曲家協会所属の作曲家によるものでなくてはならず、中村はフリーランスであったため基準を満たしていなかった。12月14日の最終選考の最中にそれが発覚し、急遽中村を協会に加盟させることにより、体裁をとりつくろった。同日、本曲の大賞受賞が発表される。
「黒い花びら」の累計売上は100万枚に達した。1959年の東芝レコードの流行歌レコード売上で年間1位を記録した。同社の年間2位も同じく水原の「黒い落葉」であった。

## 収録曲
（全作詞:永六輔、作曲・編曲:中村八大）
1. 黒い花びら（JP-1070）
2. 青春を賭けろ

## カバー
- 藤圭子 - 1970年10月23日 渋谷公会堂に於ける「藤圭子 デビュー1周年記念リサイタル」を収めた3rdアルバム「歌いつがれて25年 藤圭子演歌を歌う」（1970年12月5日、RCA）収録。
- 湯原昌幸 - シングル「黒い花びら」（1981年8月、トリオ）収録。
- ちあきなおみ - シングル「黄昏のビギン」（1991年6月21日、テイチク）収録。
- 加門亮 - シングル「黒い花びら」（2012年10月24日、日本コロムビア）収録。
- 壮一帆 - 宝塚歌劇団OGのカバーアルバム「麗人 REIJIN -Showa Era-」（2015年7月1日、JVCケンウッド・ビクターエンタテインメント）収録[6]。
- 杏真理子 - アルバム「さだめのように川は流れる〜親愛なるアダモに捧げる」（1971年6月、日本コロムビア）収録。
- 鈴木ヤスシ - アルバム『想い出のウエスタン・カーニバル』（2001年、テイチクエンタテインメント）収録。

## 映画
本曲を題材とした歌謡映画は、1960年1月27日に公開、『駅前シリーズ』でお馴染みの東京映画が製作、水原も自ら主演している。モノクロ、東宝スコープ。上映時間は67分と「中編クラス」作品である。

### スタッフ
- 製作 - 山崎喜暉
- 脚本 - 川瀬治、原島正夫
- 監督 - 瑞穂春海
- 撮影 - 杉本正二郎
- 音楽 - 中村八大
- 美術 - 小島基司
- 照明 - 伊藤盛四郎
- 録音 - 酒井栄三

### 出演者
- 並木弘 - 水原弘
- 上村光子 - 水野久美
- 杉山新二 - 島米八
- 杉山雄作 - 織田政雄
- 杉山くら - 菅井きん
- 杉山健一 - 矢野宣
- 杉山まさ江 - 麻生鮎子
- 愛子 - 奥村恵津子
- 中西三郎 - 川合伸旺
- 熊木 - 太宰久雄
- 鮎川 - 稲吉靖
- 木内 - 立岡光
- 島 - 守田比呂也
- 関口 - 加藤寿八
- 大和田 - 磐木吉二郎
- 宮島 - 常盤耕司
- 周旋屋おやじ - 皆川一郎
- 安藤 - 小沢一郎
- 原 - 田中志幸
- ゆき - 平川美津子
- 殺された男 - 黒岩竜彦
- 殺した男 - 堀江幹二、阿部博
- 老婆 - 天野照子

### 同時上映
『現代サラリーマン 恋愛武士道』
- 脚本 - 長瀬喜伴 / 監督 - 松林宗恵 / 主演 - 久保明、佐藤允、江原達怡